# 다이토정 (지바현)
다이토정(太東町)은 지바현 이스미군에 일찍이 존재했던 정이다. 

## 지리
- 현재의 이스미시 북부에 해당한다.
- 마을 지역은 산이 많은 지형이 많다.
- 마을은 이스미강 하구에 위치해 있다.
- 마을은 태평양에 접해 있으며, 다이토 곶이 있다.

## 역사
- 1953년 5월 18일 - 국도 제128호선이 제정되었다.
- 1954년 12월 1일 - 조세이군 다이토촌, 이스미군 후루사와촌이 합병해, 이스미군 다이토정이 신설되었다.
- 1961년 8월 1일 - 조자정과 합병해, 미사키정이 성립하여, 동일 다이토정은 폐지되었다.

## 인구
| 1954년 | 8,199 |

## 교통

### 철도
- 일본국유철도 (→ 동일본 여객철도)
  - 가사라즈선 ( (→ 우치보선)

### 도로
- 2급 국도
  - 국도 제128호선